# 調和四角形
ユークリッド幾何学において、調和四角形（ちょうわしかくけい、英: harmonic quadrilateral, harmonic quadrangle）は、円に内接し、2つの対辺の長さの積が等しい四角形である。調和共役、類似中線と関連する幾つかの有用な性質を持つ。

## 性質
調和四角形ABCDの対角線ACの中点をMとする。
- AとCにおける外接円の接線と直線BDは、一点で交わる（か平行である）。したがって、対角線の極はもう一方の対角線上にある[3][4]。
- ∠BMCは∠DMCと等しい。
- 角B, Dの二等分線は対角線AC上で交わる。
- 対角線BDはそれぞれ△ABC, △ADCの頂点B, Dにおける類似中線である。
- 四角形の対角点と辺の距離と、辺長の比は等しい。
- 対角点は四角形の内部の点の中で、辺との距離の平方の和を最小化する点である[5]。
- A, B, C, Dを複素平面上の点と見なしたとき、複比(ABCD) = −1である[4]。

AとCにおける外接円の接線と直線BDは、一点で交わる（か平行である）
∠BMC = ∠DMC
角B, Dの二等分線は対角線AC上で交わる。
四角形の対角点と辺の距離と、辺長の比は等しい。